# Osmia michiganensis
Osmia michiganensis är en biart som beskrevs av Mitchell 1962. Osmia michiganensis ingår i släktet murarbin, och familjen buksamlarbin. Inga underarter finns listade i Catalogue of Life.